# Galgamácsa
Galgamácsa är en ort i Ungern.   Den ligger i provinsen Pest, i den centrala delen av landet, 30 km nordost om huvudstaden Budapest. Galgamácsa ligger 146 meter över havet och antalet invånare är 2 061.
Terrängen runt Galgamácsa är huvudsakligen platt. Galgamácsa ligger nere i en dal. Runt Galgamácsa är det ganska tätbefolkat, med 129 invånare per kvadratkilometer. Närmaste större samhälle är Gödöllő, 11,3 km söder om Galgamácsa. Trakten runt Galgamácsa består till största delen av jordbruksmark.